# Karel Kubát
Karel Kubát (* 13. června 1988 Ústí nad Labem) je český hokejový obránce, působící v rumunském klubu HSC Csíkszereda.

## Hráčská kariéra
- 2002/2003 HC Chemopetrol Litvínov - starší dorost
- 2003/2004 HC Chemopetrol Litvínov - starší dorost
- 2004/2005 HC Chemopetrol Litvínov - starší dorost, junioři
- 2005/2006 HC Chemopetrol Litvínov - junioři
- 2006/2007 HC Chemopetrol Litvínov - junioři
- 2007/2008 HC Litvínov - junioři, 2007/2008 HC Litvínov, 2007/2008 HC Baník Most
- 2008/2009 HC Litvínov, 2008/2009 HC Slovan Ústečtí Lvi
- 2009/2010 HC Benzina Litvínov, 2009/2010 HC Slovan Ústečtí Lvi
- 2010/2011 HC Benzina Litvínov, 2009/2010 HC Stadion Litoměřice
- 2011/2012 HC Verva Litvínov
- 2012/2013 HC Verva Litvínov
- 2013/2014 HC Sparta Praha
- 2014/2015 HC Verva Litvínov ELH
- 2015/2016 HC Verva Litvínov ELH
- 2016/2017 HC Verva Litvínov ELH
- 2017/2018 HC Verva Litvínov ELH
- 2018/2019 HC Verva Litvínov ELH, Admiral Vladivostok [1] KHL
- 2019/2020 HC Verva Litvínov ELH, HKm Zvolen (Slovensko)
- 2020/2021 SK Trhači Kadaň, Podhale Nowy Targ (Polsko)
- 2021/2022 HSC Csíkszereda (Rumunsko)
- 2022/2023 HSC Csíkszereda (Rumunsko)
- 2023/2024 HC Slovan Ústí nad Labem, HSC Csíkszereda (Rumunsko)
- 2024/2025 HK Skalica (Slovensko)